# Kristian Hamon
Pour les articles homonymes, voir Hamon.
Christian Hamon, dit Kristian Hamon, est un rédacteur et historien français.

## Carrière dans le journalisme
Après un rapide passage au mouvement nationaliste Jeune Bretagne, dont il dénonce le caractère d'extrême droite, il adhère au Parti communiste breton en 1973. À la fin des années 1970, il rejoint l'équipe du Canard de Nantes à Brest, puis celle de Libération en 1981, puis de Lyon-Libération. À la fin des années 1980, il entre au quotidien Var-Matin (Toulon). Il fait ensuite un passage dans l'édition (Dargaud, Le Lombard).

## Recherches sur la Seconde Guerre mondiale en Bretagne
Il reprend tardivement des études, passe une maîtrise d'histoire (sur L’Ouest-Éclair) puis un DEA sur les nationalistes bretons sous l'Occupation, pour lequel il obtient une dérogation pour consulter les Archives départementales d'Ille-et-Vilaine concernant les activités du Parti national breton (PNB) pendant la Seconde Guerre mondiale.
Ses livres, vendus à plus de 7 000 exemplaires chacun[réf. nécessaire], sont basés sur des recoupements entre les dossiers d'instruction judiciaire des procès de l’épuration en Bretagne, les rapports de la gendarmerie, ceux des Renseignements généraux et ceux des services secrets allemands pendant l’Occupation et à la Libération. Depuis 1999, K. Hamon poursuit ses recherches sur la Collaboration (notamment la collaboration armée) et la Résistance en Bretagne. En 2001 il s’est inscrit en doctorat de Celtique à l’université Rennes 2 avec une thèse sur le Mouvement breton sous l’Occupation, mythes et réalité, sous la direction de Gwendal Denis (Denez).

## Réception de ses travaux
Ses travaux sont cités par l'universitaire Marc Bergère en 2001 comme faisant partie de ceux qui ont « enrichi » la « connaissance scientifique de la période », aux côtés de ceux de Michel Denis, Henri Fréville et Georges Cadiou. Il est aussi cité par Sébastien Carney en 2015 aux côtés de Bertrand Frélaut comme faisant partie des « travaux souvent repris [qui] constituent des études étayés de l'action bretonne au milieu du XXe siècle ». Tudi Kernalegenn et Yann Fournis en 2013 indiquent que selon eux Hamon dresse « un tableau sans concession de la collaboration politique du Parti National Breton durant la guerre (Hamon, 2001) – voire de la collaboration policière d’une minorité extrémiste mais symbolique (Hamon, 2004), après un profond examen des archives de l’époque ».
La publication de ses travaux lui ont valu des menaces de la part de militants du parti d'extrême droite nationaliste bretonne Adsav pendant les années 2000, allant jusqu'à perturber ou faire annuler la présentation de ses livres en librairie.

## Publications
- Christian Hamon, « Chapitre 7. Le développement de l’entreprise », dans Michel Lagrée, Patrick Harismendy, Michel Denis, L'Ouest-Éclair : Naissance et essor d'un grand quotidien régional, Rennes, Presses Universitaires de Rennes, 2000 (lire en ligne), P. 101-115
- Kristian Hamon, Les nationalistes bretons sous l'occupation, Le Relecq-Kerhuon, An Here, 2001, 271 p. (ISBN 2-914855-19-2).
- Kristian Hamon, Le Bezen Perrot : 1944, des nationalistes bretons sous l'uniforme allemand, Fouesnant, Yoran Embanner, 2004, 174 p. (ISBN 2-9521446-1-3).
- Kristian Hamon, Agents du Reich en Bretagne, Morlaix, Skol Vreizh, 2011, 350 p. (ISBN 978-2-915623-80-2).